# Финкельштейн, Лариса Давидовна
Лариса Финкельштейн (13 августа 1950, Йошкар-Ола — 21 ноября 2023, Минск, Республика Беларусь) — белорусский искусствовед,  арт‐критик, галерист, педагог Высшей школы, автор и ведущая рубрик на радио и в печатных изданиях, эксподизайнер, куратор выставок, основатель первой белорусской галереи — Авторской некоммерческой концептуальной галереи «Брама». Автор концепции и арт-директор галереи «Брама». Член Белорусского Союза художников, Белорусского Союза дизайнеров, Белорусского Союза литературно-художественных критиков, член Международной ассоциации искусствоведов АИС (Москва).

## Биография
Родилась в семье одесских инженеров, эвакуировавших во время Великой Отечественной войны завод «КИНАП» из Одессы в Йошкар-Олу. Семья переезжала по месту назначения отца: Йошкар-Ола, Одесса, Загорск, Изюм, Минск, Алма-Ата, Минск.
В 1968 году поступила на немецкое отделение исторического факультета КазГУ в Алма-Ате. В 1969 году перевелась в БГУ, в Минск, который окончила в 1973 году по специальности «История», «История искусства». Специалист в области современного белорусского искусства.
- Декоративное искусство XX—XXI  веков;
- Белорусский авангард 1970—90 годов XX века;
- Белорусское искусство  на стыке станкового и декоративного XX-XXI веков;
- Теория искусства;
- Художественная  критика;
- Евреи – художники и персонажи в белорусском искусстве. Впервые в Беларуси начала цикл выставок, посвящённых художникам-евреям в искусстве Беларуси и еврейской тематике в творчестве белорусских авторов.

Начало профессиональной деятельности (1973 год) совпало с открытием первого выставочного зала современного искусства в республике — «Дворца искусств» — Дирекции выставок Союза художников БССР. Проработала там до ликвидации Дирекции выставок в 1991 году.  В этом же году создала свою Авторскую некоммерческую концептуальную галерею «Брама». 1999 — 2001 — доцент кафедры искусствоведения Института Современных знаний  имени А. М. Широкова. 1992 — 2002 — преподаватель авторского спецкурса в Лицее БГУ. 2003 — 2006 гг. — ведущий искусствовед проекта «Интернет—Интранет технологий» Белорусского государственного университета информатики и радиоэлектроники. С 2006 года — доцент кафедры культурологии факультета международных отношений БГУ.
Являлась председателем  белорусского жюри Всемирного конкурса «Дети мира рисуют Иерусалим» (Минск, 2000), жюри Республиканского конкурса дипломных работ художественных ВУЗов Беларуси «Арт-сессия» (Витебск, 1999), членом постоянной Республиканской комиссии по присуждению и подтверждению звания «Народный коллектив». Постоянный рецензент дипломных работ выпускников художественных факультетов и ВУЗов (Белорусской Государственной Академии Искусств, Белорусского Государственного Университета Культуры и Искусства, Белорусского Государственного Педагогического Университета имени М. Танка, Института Современных Знаний имени А. М. Широкова). Впервые ввела в лексикон искусствоведения понятие «философская керамика». Автор идеи I Белорусского республиканского пленэра «объёмного текстиля» (2012 год).
Жила и работала в Минске. Скончалась 21 ноября 2023 года.

### Арт-проекты
- «В „Браме“ только женщины…» (1993 год,  в рамках II Международного фестиваля женского кино в Минске, кинотеатр «Москва»)
- «Четыре стороны цвета» (1995 год, в рамках III Международного фестиваля женского кино в Минске, кинотеатр «Москва»)
- «От Марка Шагала - в Прошлое и Настоящее. XIX – XX век» (1993. «Дворец искусства», Минск)
- «Беседы с Шагалом...  Перед закрытой дверью на I Международный Шагаловский пленэр». Международная выставка 1994. Галерея «Брама» в галерее «Alter ego».
- «25-й кадр» — на фестивалях  постсоветского  кино «Листопад-94» и «Листопад-98» (кинотеатр «Октябрь», Минск)
- «Лики пустыни». Перформанс  к 3000-летию Иерусалима (1996, Национальный академический русский драматический театр им. Горького)
- «Брама... из конца тысячелетия». Совместный проект с Европейским Гуманитарным Университетом  «Тerra Inkognito Belarus» (1999, Национальная библиотека Республики Беларусь)
- Пленэр ежегодной «Летней академии для студентов Европы» (Carpe dremе, 1999)
- «Фактура» — Республиканская выставка (2005, Национальная библиотека РБ)
- I Республиканский пленэр объёмного текстиля «Метафоры и метаморфозы» — Минск, Дворец искусств (2012)
- II Республиканский пленэр текстильной скульптуры «Игры с дождём» — Минск, Дворец искусства (2013)
- «Игры с дождём» — выставка по итогам II Республиканского пленэра текстильной скульптуры в рамках проекта Белорусского союза художников[бел.] к Чемпионату мира по хоккею в Минске «АренаБелАрт»
- «Умный металл» — Республиканская художественная выставка — Минск, Национальная библиотека Беларуси, галерея «Лабиринт»[4]

Открытие выставки «Умный металл» в Национальной библиотеке Беларуси 22 октября 2014 года
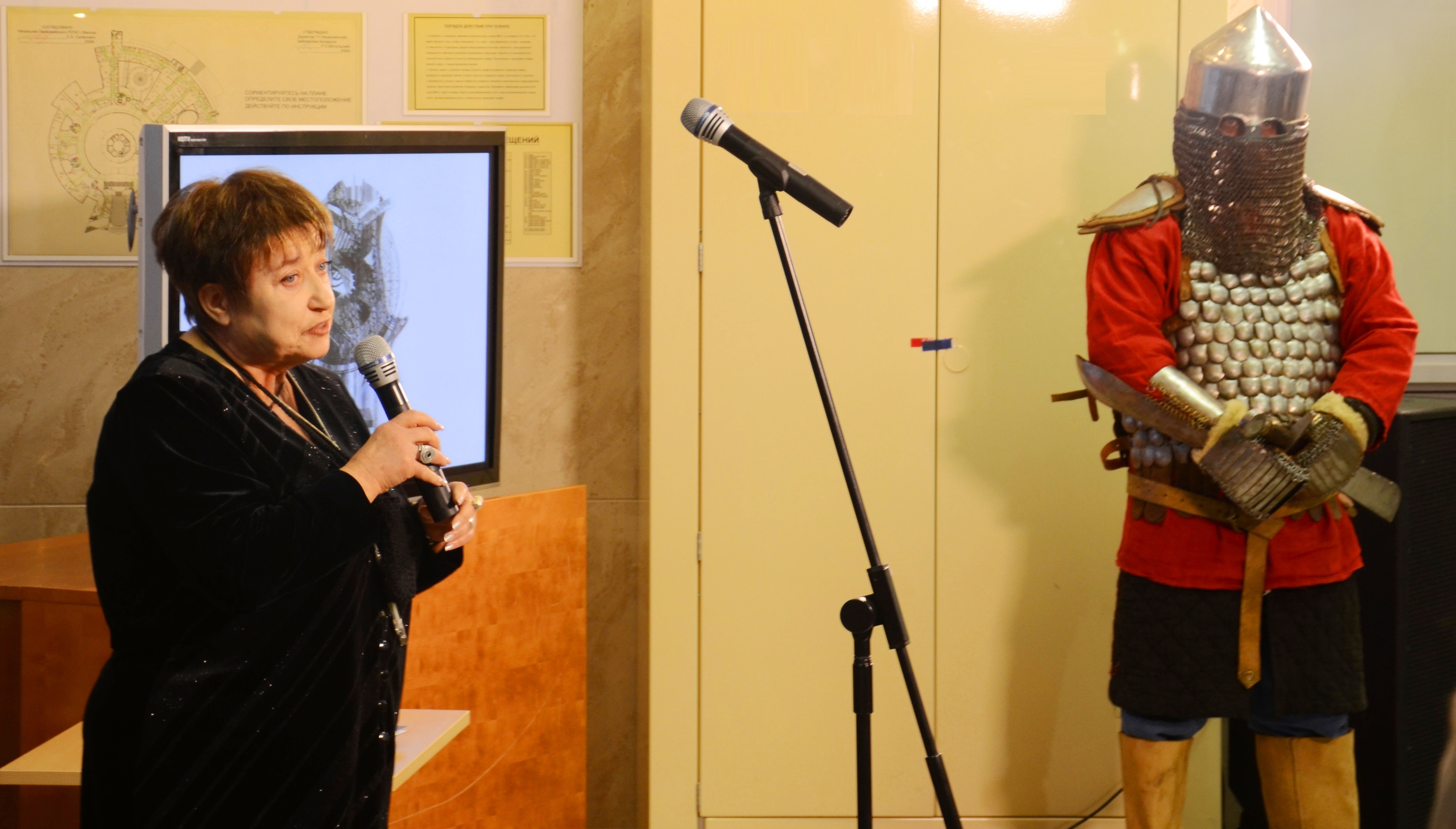
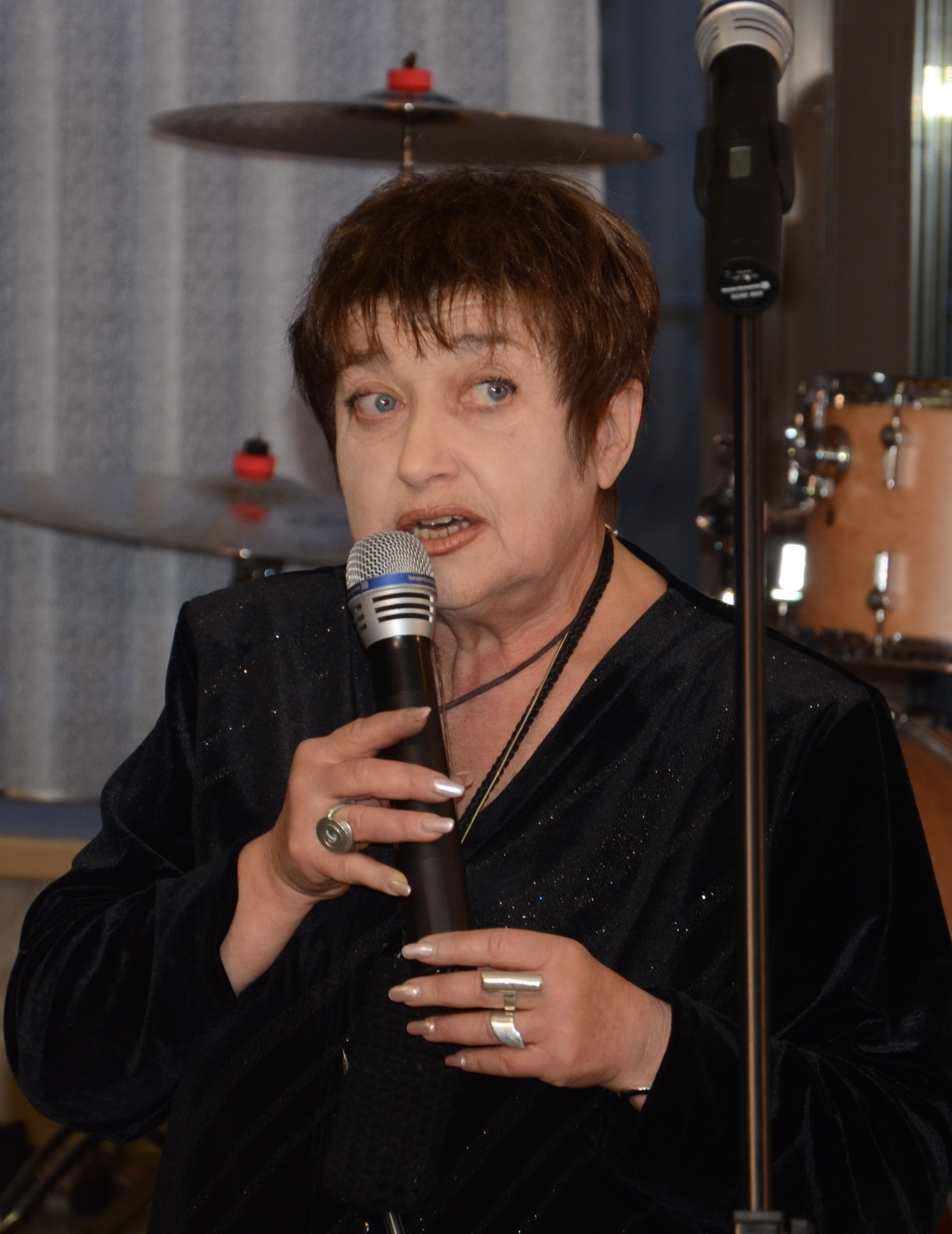
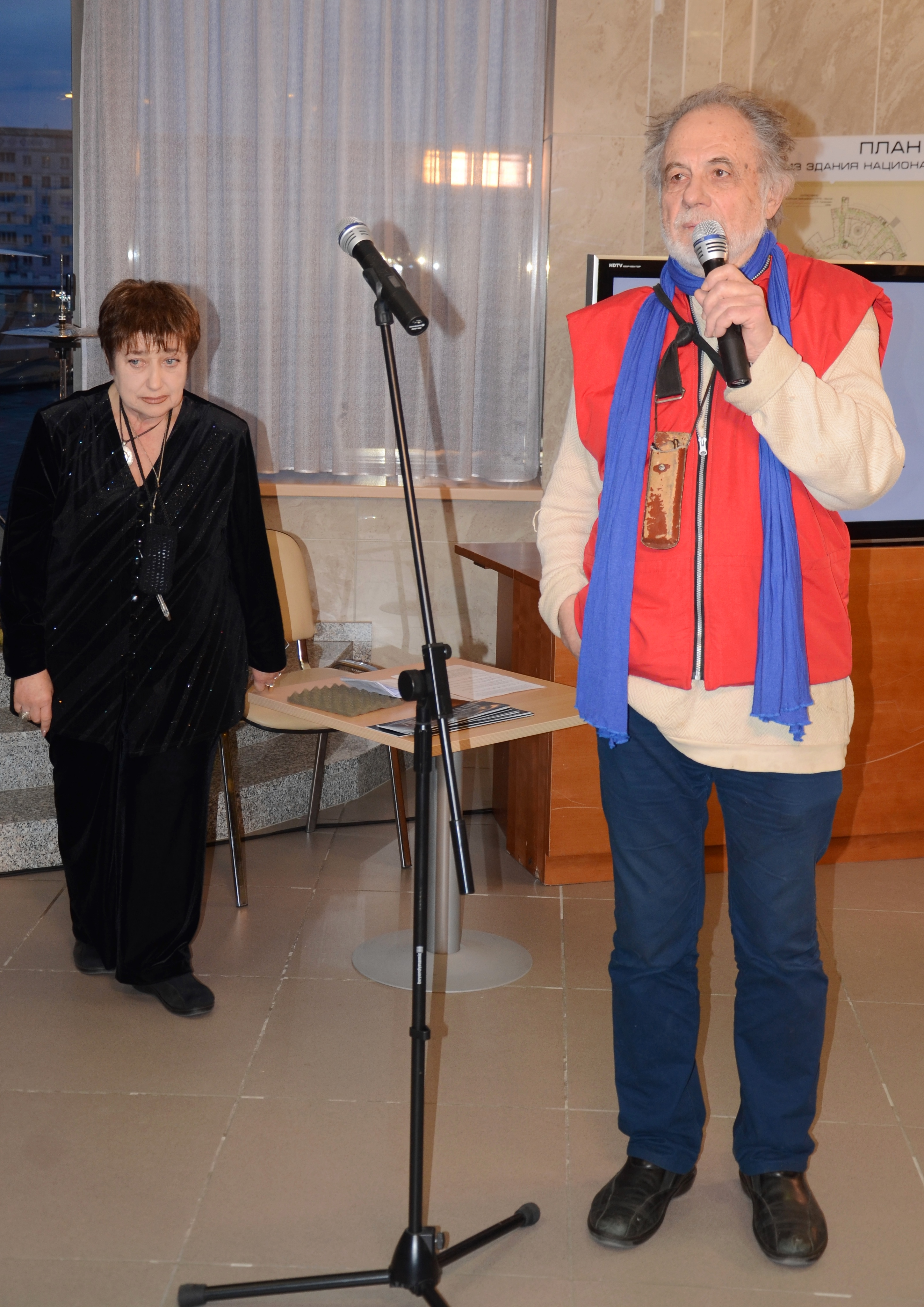
Народный артист Беларуси Борис Луценко
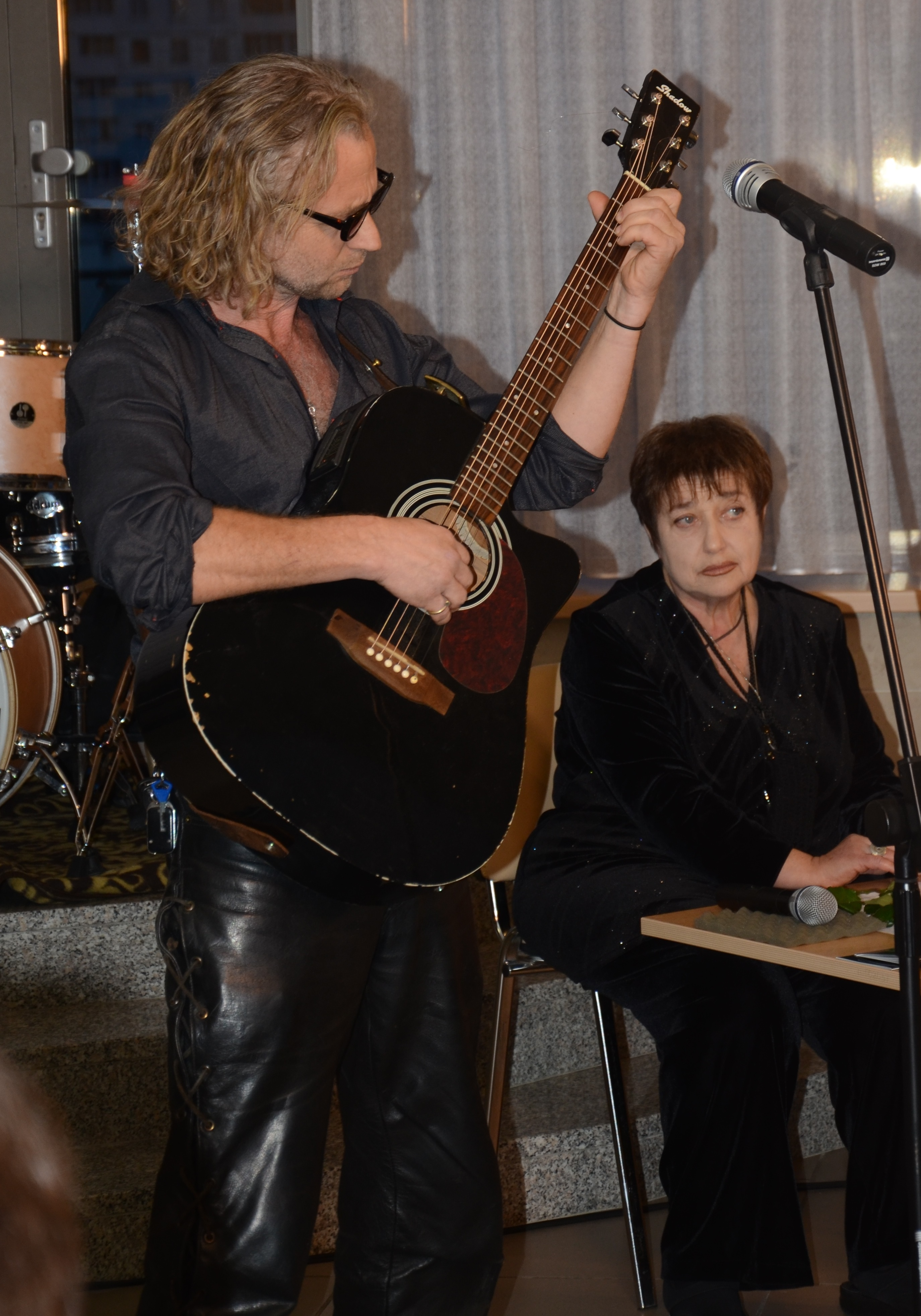
Белорусский художник и бард Сергей Шило
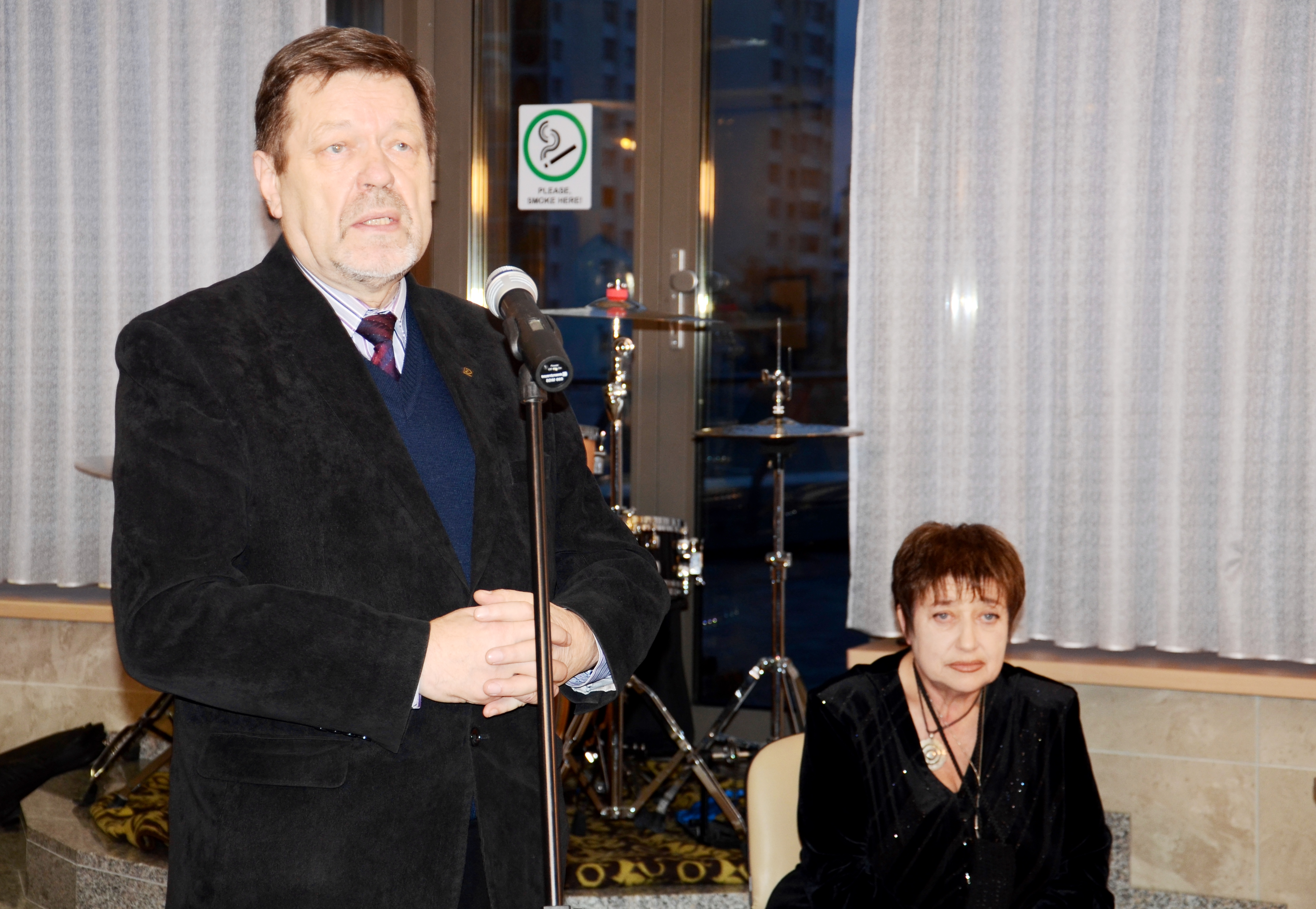
Леонид Дягилев, заведующий кафедрой дизайна Института Современных знаний.

### Галерея «Брама» участвовала в следующих  международных  выставках
- «Арт-Миф-2» — Московская международная выставка-ярмарка (галерей),1991, Москва, Манеж, Центральный выставочный зал;
- «Диаспора» (СНГ), 1992. Москва, Центральный Дом Художника;
- Проект «Интердизайн» – 1996, 1997, 2001, 2004, Минск, НВЦ.
- Выставка объёмного текстиля «Кинематограф... Средневековье» — 19-й минский Международный кинофестиваль «Листопад»
- Минск, Дворец искусства (2013)

### Авторские радиорубрики
- «Вигвам искусств» — авторская еженедельная рубрика на I канале Национального белорусского радио и в журнале «Рио». 1993—2003 годы;
- «Квартал художников» — авторская еженедельная получасовая рубрика в прямом эфире на канале «Культура» Национального радио;
- «Лариса Финкельштейн и её гость» — авторская еженедельная получасовая рубрика в прямом эфире на канале «Культура» Национального радио (2003—2007).

### Публикации
- «Искусство вокруг нас» — авторская рубрика в журнале «Образование и воспитание» (1992—1993 годы);
- «Из прошлого и настоящего отечественного искусства» — авторская рубрика в журнале «Основы искусства» (1995—2000 годы);
- «У искусства нет провинции» — вступительная статья к альбому «500 наград в 20 странах» (Юные художники Дзержинска);
- «Le Gobelin de Bielorussie» — Deuxieme triennale internationale de tournai// 1993, Tournai en Belgidue. s. 15-16;
- «Континент без границ» // Альбом-монография. Мн., «Алфавит». 1996. с. 2-47;
- «Израиль Басов» Альбом-монография. Мн., 2001;
- «Вы могли бы жить в Лувре?» //сборник статей «Поклон тебе, Иерусалим»  Мн., 1996. Стр.69-75;
- «Керамика. Людмила и Валерий Ковальчук». Альбом-монография. Минск. 1997. с. 4-8.

## Галерея

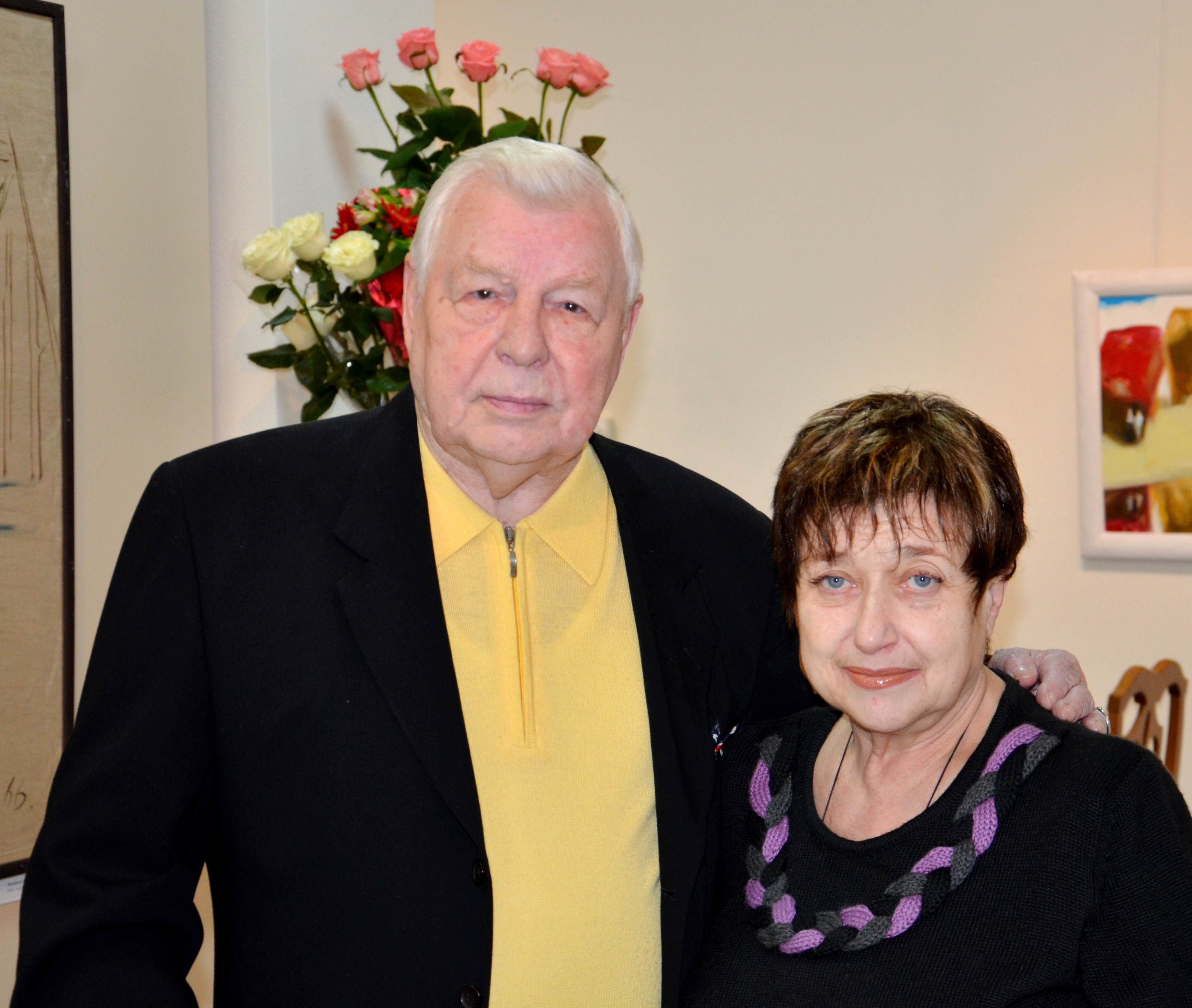
С народным художником Беларуси Леонидом Щемелёвым
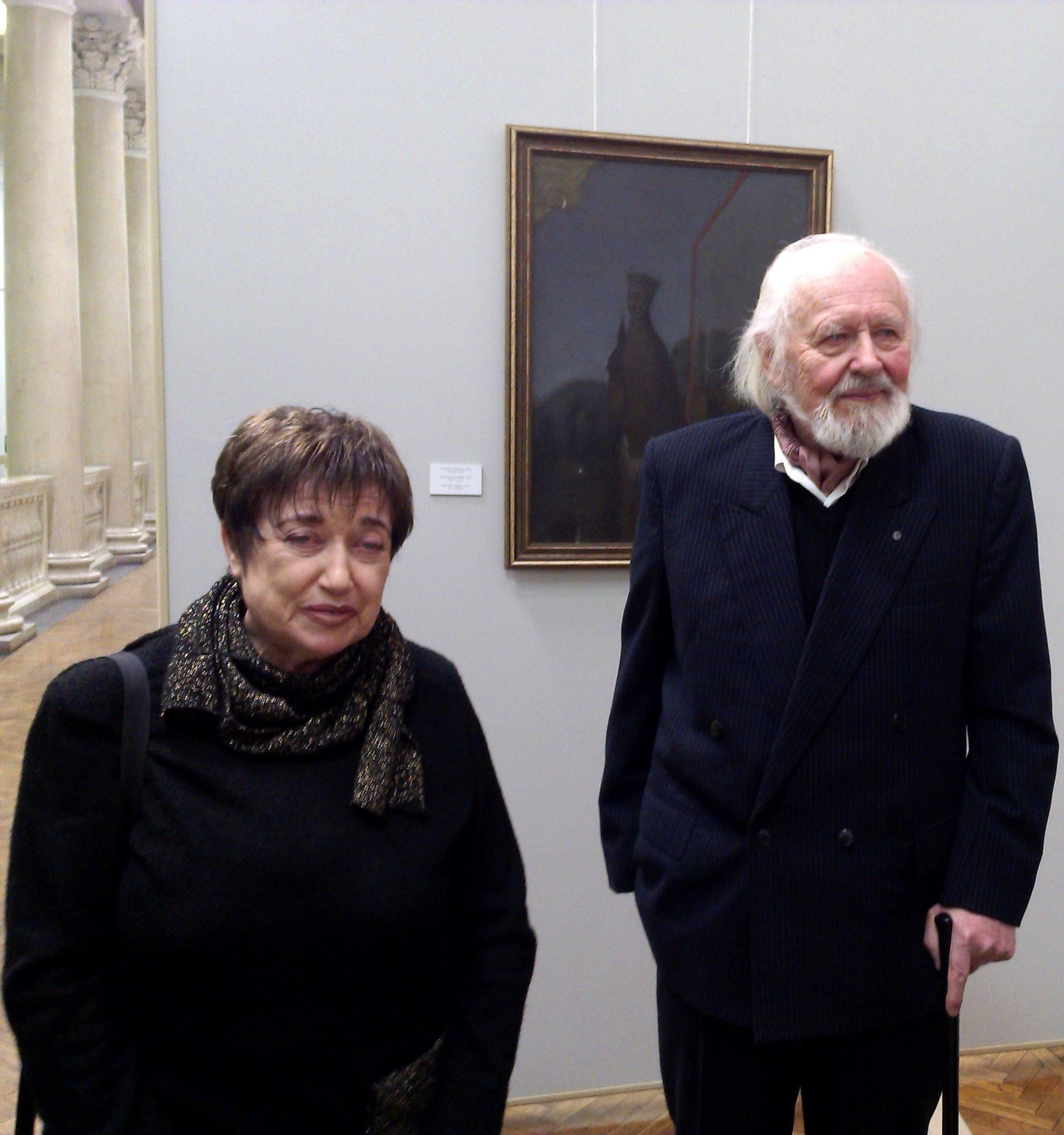
С народным художником Беларуси Гавриилом Ващенко
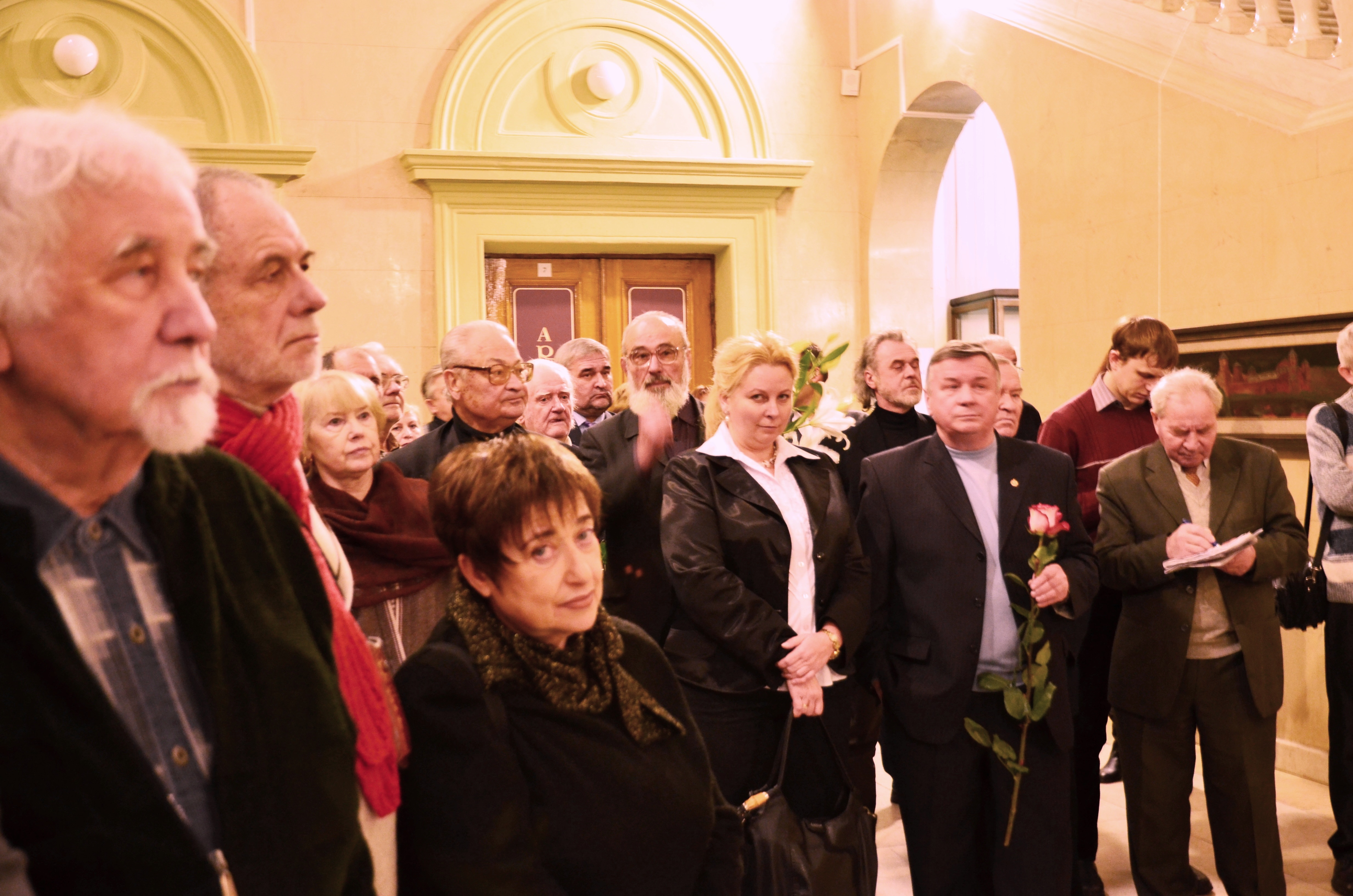
В Национальном художественном музее Республики Беларусь
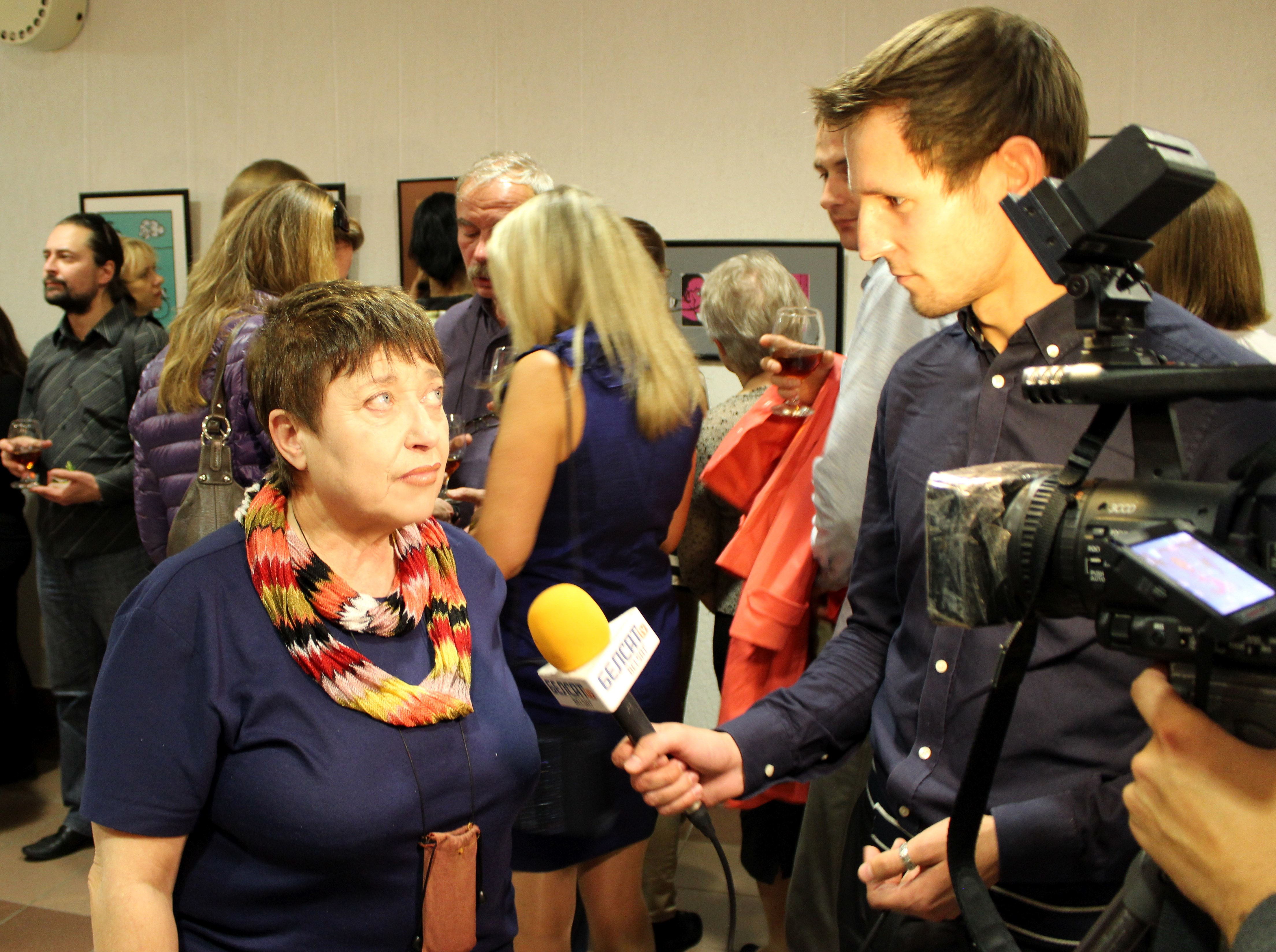
Интервью каналу БелСат
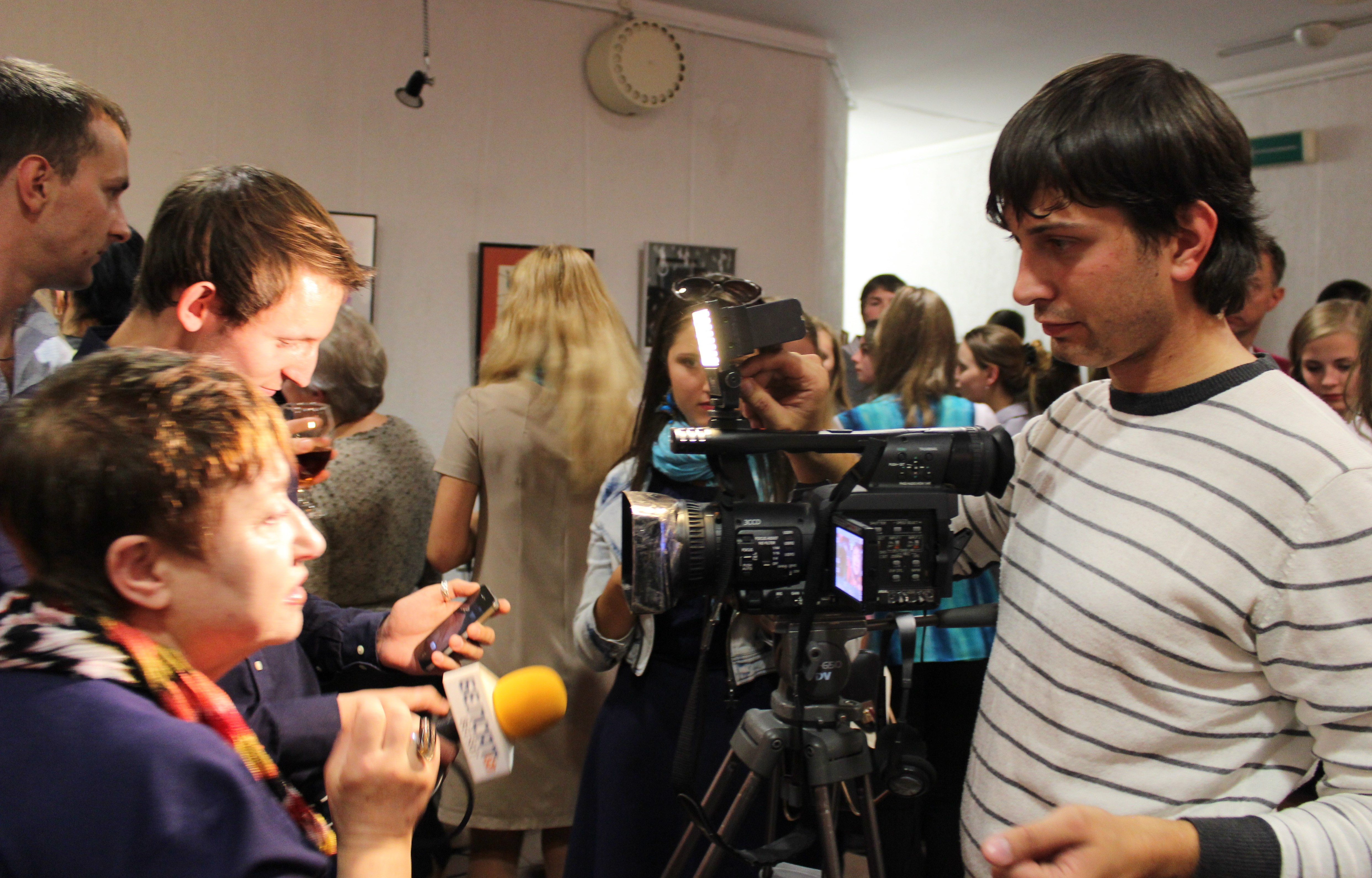
Интервью каналу БелСат
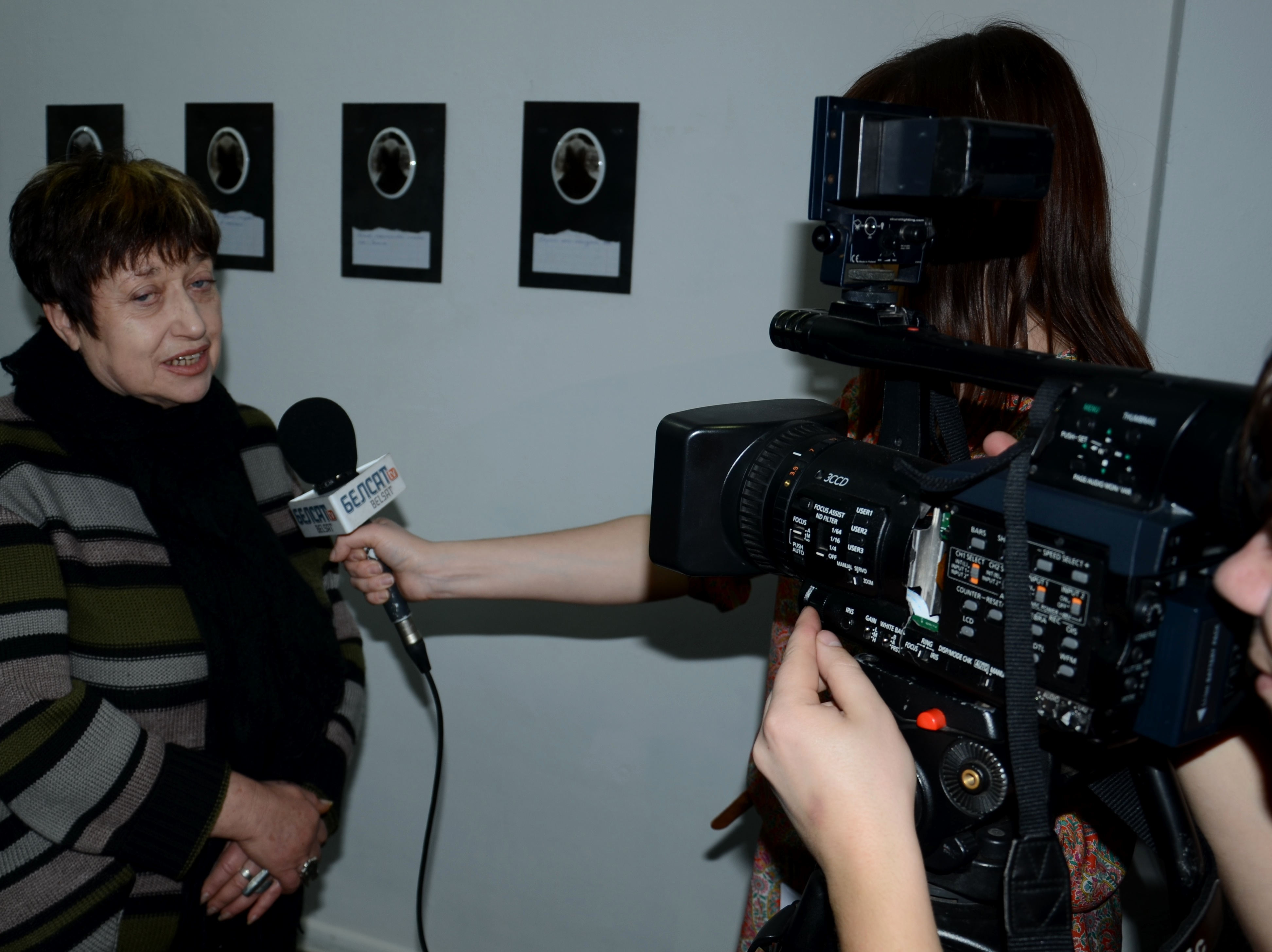
Интервью каналу Белсат на выставке Константина Селиханова